# Harvey Mason

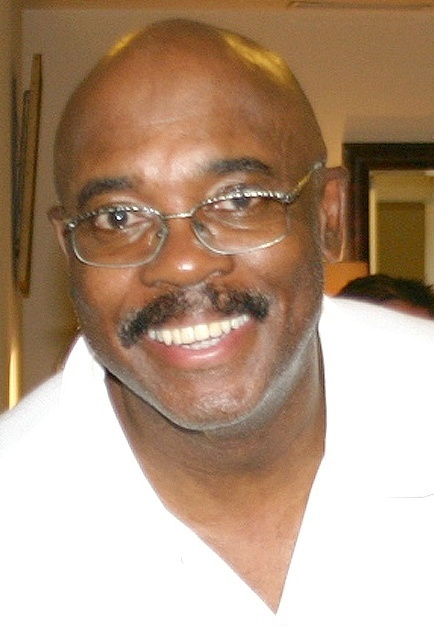
Harvey Mason in Singapore, 2004

Harvey William Mason , inmiddels Harvey Mason sr., (Atlantic City, 22 februari 1947) is een Amerikaans drummer. Zijn werkgebied is de jazz, jazzrock en/of fusion. Alhoewel hij met allerlei musici de geluidsstudio in ging, maakt hij ook deel uit van de muziekgroep Fourplay. Andere leden van Fourplay zijn Bob James, Lee Ritenour, Larry Carlton/Chuck Loeb en Nathan East.

## Biografie
Zijn muzikale loopbaan begon in zijn zevende levensjaar; hij speelde drums in allerlei schoolbandjes, op zijn zestiende had hij zijn eerste drumstel. Hij vervolgde zijn muzikale opleiding aan de Berklee School of Music om daarna nog te studeren aan de New England Conservatory of Music, waarbij hij ook klassiek geschoold werd door de paukenist van het Boston Symphony Orchestra. Van daaruit begon hij te werken als studiomuzikant en werkte in de jaren ‘70 soms aan meerdere opnamen tegelijk.  
Artiesten die hem als gastmusicus inschakelden waren Nancy Wilson, Mary J. Blige,  Notorious B.I.G., Barbra Streisand, Herbie Hancock (album Head Hunters),  Frank Sinatra, Gary Wright. Hij produceerde onder meer platen van Seawind. 
Mason heeft in Harvey Mason jr. een zoon die samen met Damon Thomas produceert onder de naam The Underdogs. Zij werkten onder andere met Fantasia Barrino, Justin Timberlake, Mariah Carey en Luther Vandross. Harvey Sr. is te beluisteren in de film Dreamgirls van The Undertones.
Harvey Mason gaf in 1979 een single uit onder de titel Groovin’ you, een nummer dat in 1995 door Gusto werd gesampled in Disco’s revenge.

## Discografie

### Solo
- Marching in the Street (1975)
- Earthmover (1976)
- Funk in a Mason Jar (1977)
- Groovin' You (1979)
- MVP (1981)
- Stone Mason (1982)
- With All My Heart (2004)
- Chameleon (2014)

### Fourplay
- Fourplay (1991)
- Between the Sheets (1993)
- Elixir (1995)
- 4 (1998)
- Snowbound (1999)
- Yes, Please! (2000)
- Heartfelt (2002)
- Journey (2004)
- X (2006)
- Energy (2008)
- Let's Touch the Sky (2010)
- Esprit de Four (2012)

- Biblioteca Nacional de España: XX1740959
- Bibliothèque nationale de France: cb13938226x (data)
- Gemeinsame Normdatei: 134457455
- International Standard Name Identifier: 0000 0001 1479 2748
- Library of Congress Control Number: n81018448
- MusicBrainz: 1081d9bb-17fa-43cf-8b2e-05f7e6029f70
- Nationale Bibliotheek van Israël: 987007438048905171
- Nederlandse Thesaurus van Auteursnamen: 099733773
- Système universitaire de documentation: 080564410
- Virtual International Authority File: 26145971472132331869